# Jánoshalma
Jánoshalma je město v Maďarsku v župě Bács-Kiskun, sídlí zde okres Jánoshalma.

## Poloha
Jánoshalma leží na jihu Maďarska. Prochází jím železnice z Kiskunhalasu do Baji. Kecskemét je vzdálen 87 km, Bácsalmás 22 km, Baja 34 km a Kalocsa 40 km.

## Galerie

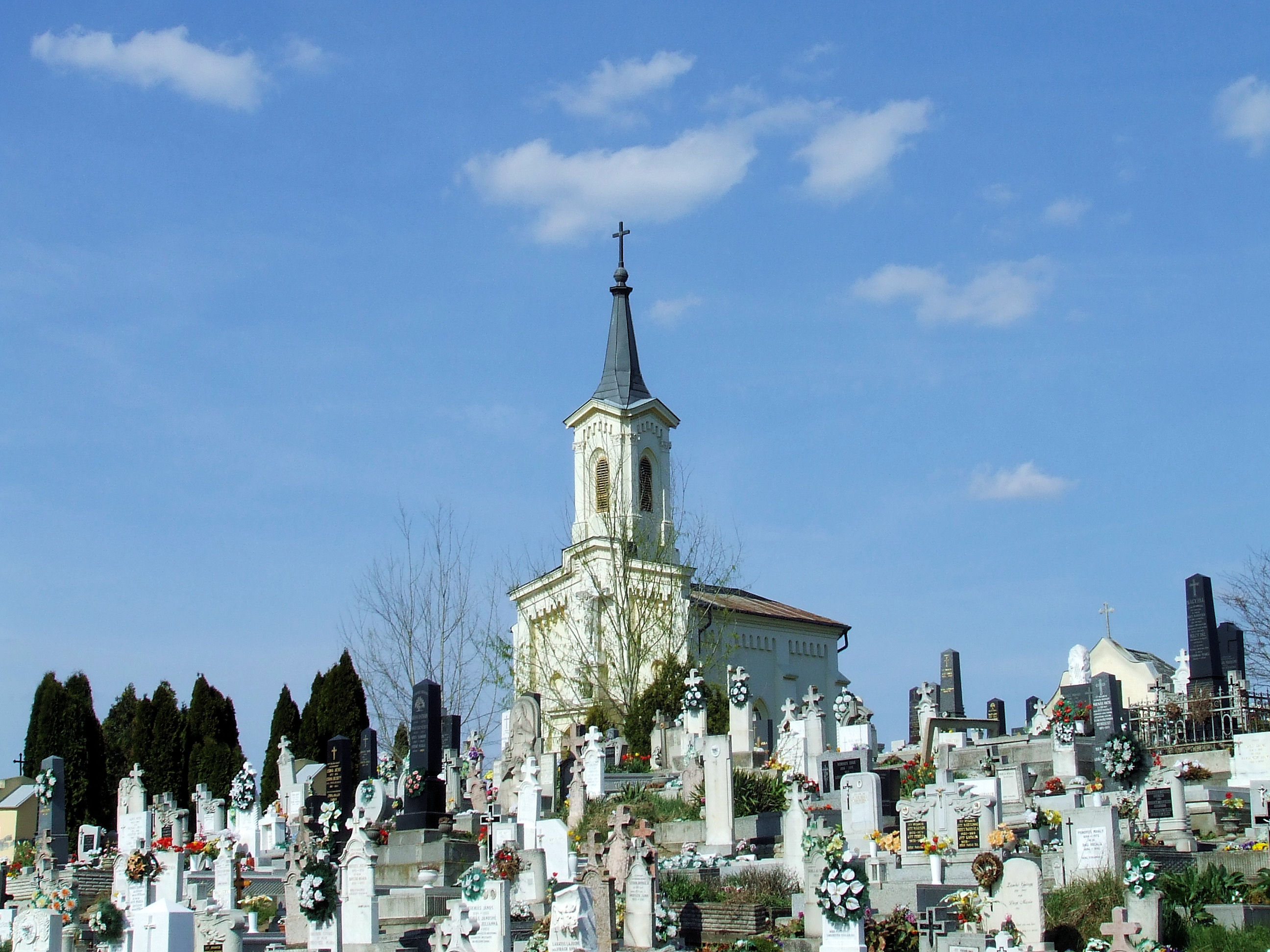
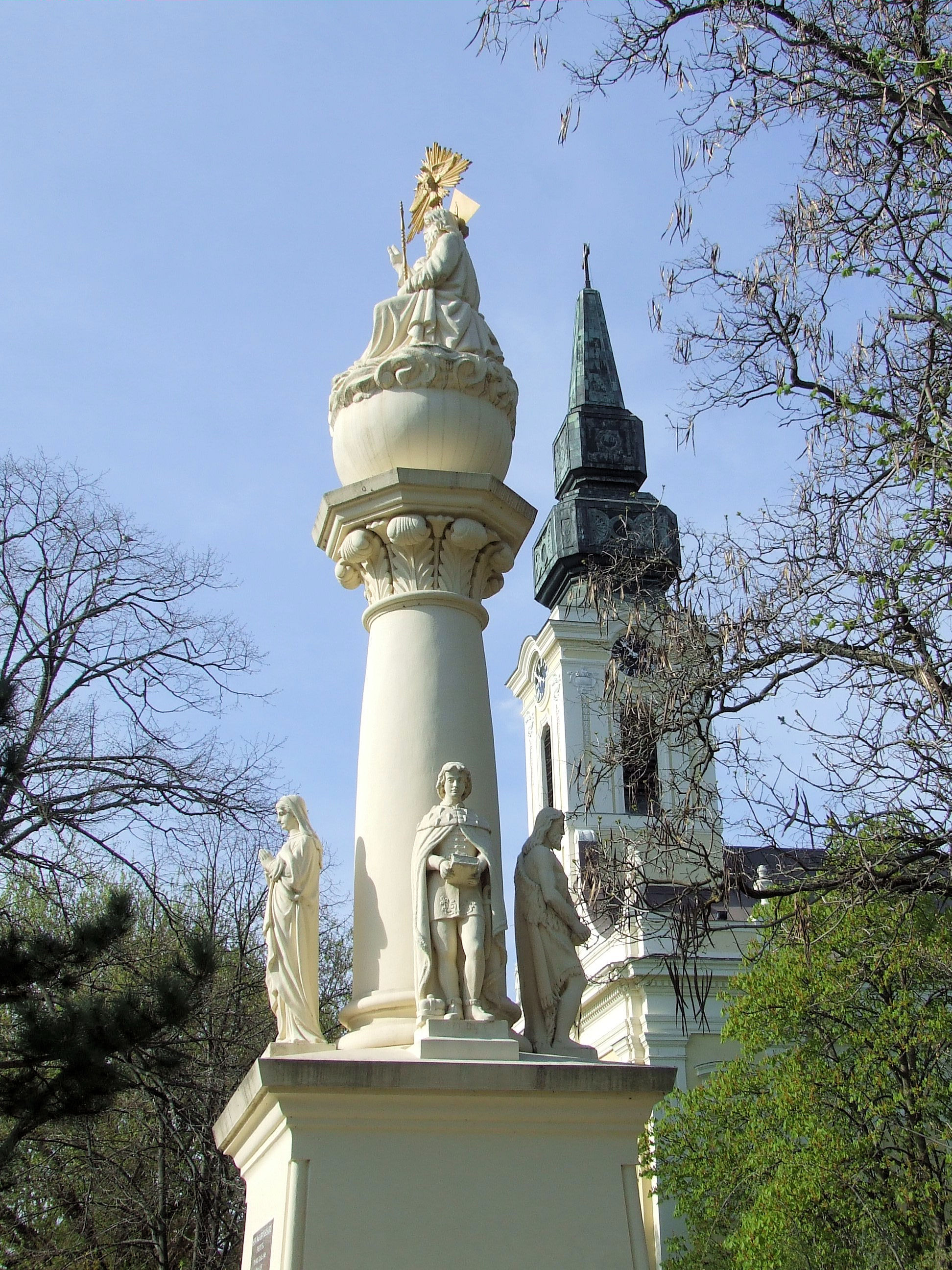